# حبيل الربعي (ردفان)

تعديل مصدري - تعديل

حبيل الربعي هي إحدى قرى عزلة الحبيلين بمديرية ردفان التابعة لمحافظة لحج، بلغ تعداد سكانها 121 نسمة حسب تعداد اليمن لعام 2004.